# Lista di asteroidi (183001-184000)
Di seguito una lista di asteroidi dal numero 183001 al 184000 con data di scoperta e scopritore.

## 183001-183100
| Nome     | Designazione provvisoria | Data di scoperta | Scopritore      |
| -------- | ------------------------ | ---------------- | --------------- |
| 183001 - | 2002 PR49                | 10 agosto 2002   | LINEAR          |
| 183002 - | 2002 PA55                | 9 agosto 2002    | LINEAR          |
| 183003 - | 2002 PN55                | 9 agosto 2002    | LINEAR          |
| 183004 - | 2002 PO55                | 9 agosto 2002    | LINEAR          |
| 183005 - | 2002 PK58                | 10 agosto 2002   | LINEAR          |
| 183006 - | 2002 PG59                | 10 agosto 2002   | LINEAR          |
| 183007 - | 2002 PJ67                | 6 agosto 2002    | NEAT            |
| 183008 - | 2002 PG79                | 11 agosto 2002   | NEAT            |
| 183009 - | 2002 PZ83                | 10 agosto 2002   | LINEAR          |
| 183010 - | 2002 PD85                | 10 agosto 2002   | LINEAR          |
| 183011 - | 2002 PA88                | 12 agosto 2002   | LINEAR          |
| 183012 - | 2002 PM88                | 12 agosto 2002   | LINEAR          |
| 183013 - | 2002 PT90                | 12 agosto 2002   | NEAT            |
| 183014 - | 2002 PG92                | 14 agosto 2002   | LINEAR          |
| 183015 - | 2002 PT92                | 14 agosto 2002   | NEAT            |
| 183016 - | 2002 PU93                | 11 agosto 2002   | NEAT            |
| 183017 - | 2002 PV93                | 11 agosto 2002   | NEAT            |
| 183018 - | 2002 PQ94                | 12 agosto 2002   | NEAT            |
| 183019 - | 2002 PG96                | 14 agosto 2002   | LINEAR          |
| 183020 - | 2002 PF97                | 14 agosto 2002   | LINEAR          |
| 183021 - | 2002 PT99                | 14 agosto 2002   | LINEAR          |
| 183022 - | 2002 PQ110               | 13 agosto 2002   | LINEAR          |
| 183023 - | 2002 PG113               | 13 agosto 2002   | LINEAR          |
| 183024 - | 2002 PJ122               | 14 agosto 2002   | LINEAR          |
| 183025 - | 2002 PR122               | 14 agosto 2002   | LONEOS          |
| 183026 - | 2002 PE125               | 14 agosto 2002   | LINEAR          |
| 183027 - | 2002 PP127               | 14 agosto 2002   | LINEAR          |
| 183028 - | 2002 PC140               | 13 agosto 2002   | Bickel, W.      |
| 183029 - | 2002 PU140               | 14 agosto 2002   | McNaught, R. H. |
| 183030 - | 2002 PE151               | 6 agosto 2002    | NEAT            |
| 183031 - | 2002 PD165               | 8 agosto 2002    | Hönig, S. F.    |
| 183032 - | 2002 PD177               | 8 agosto 2002    | NEAT            |
| 183033 - | 2002 PV179               | 8 agosto 2002    | NEAT            |
| 183034 - | 2002 PD183               | 11 agosto 2002   | NEAT            |
| 183035 - | 2002 QY                  | 16 agosto 2002   | NEAT            |
| 183036 - | 2002 QR17                | 27 agosto 2002   | NEAT            |
| 183037 - | 2002 QJ22                | 27 agosto 2002   | NEAT            |
| 183038 - | 2002 QR22                | 27 agosto 2002   | NEAT            |
| 183039 - | 2002 QG25                | 28 agosto 2002   | NEAT            |
| 183040 - | 2002 QP50                | 16 agosto 2002   | Lowe, A.        |
| 183041 - | 2002 QW50                | 29 agosto 2002   | Matson, R.      |
| 183042 - | 2002 QH52                | 29 agosto 2002   | Hönig, S. F.    |
| 183043 - | 2002 QY60                | 28 agosto 2002   | NEAT            |
| 183044 - | 2002 QY63                | 30 agosto 2002   | NEAT            |
| 183045 - | 2002 QZ63                | 20 agosto 2002   | NEAT            |
| 183046 - | 2002 QB65                | 26 agosto 2002   | NEAT            |
| 183047 - | 2002 QW65                | 18 agosto 2002   | NEAT            |
| 183048 - | 2002 QM68                | 29 agosto 2002   | NEAT            |
| 183049 - | 2002 QW69                | 27 agosto 2002   | NEAT            |
| 183050 - | 2002 QV70                | 18 agosto 2002   | NEAT            |
| 183051 - | 2002 QY72                | 28 agosto 2002   | NEAT            |
| 183052 - | 2002 QR78                | 29 agosto 2002   | NEAT            |
| 183053 - | 2002 QC87                | 16 agosto 2002   | Ye, Q.-z.       |
| 183054 - | 2002 QW88                | 27 agosto 2002   | NEAT            |
| 183055 - | 2002 QM91                | 18 agosto 2002   | NEAT            |
| 183056 - | 2002 QK93                | 19 agosto 2002   | NEAT            |
| 183057 - | 2002 QU93                | 29 agosto 2002   | NEAT            |
| 183058 - | 2002 QE96                | 18 agosto 2002   | NEAT            |
| 183059 - | 2002 QF97                | 29 agosto 2002   | NEAT            |
| 183060 - | 2002 QX102               | 17 agosto 2002   | NEAT            |
| 183061 - | 2002 QK107               | 27 agosto 2002   | NEAT            |
| 183062 - | 2002 QX118               | 18 agosto 2002   | NEAT            |
| 183063 - | 2002 QE119               | 17 agosto 2002   | NEAT            |
| 183064 - | 2002 QO119               | 17 agosto 2002   | NEAT            |
| 183065 - | 2002 QT122               | 16 agosto 2002   | NEAT            |
| 183066 - | 2002 RA6                 | 1 settembre 2002 | NEAT            |
| 183067 - | 2002 RG13                | 4 settembre 2002 | LONEOS          |
| 183068 - | 2002 RM13                | 4 settembre 2002 | LONEOS          |
| 183069 - | 2002 RR13                | 4 settembre 2002 | LONEOS          |
| 183070 - | 2002 RV18                | 4 settembre 2002 | LONEOS          |
| 183071 - | 2002 RO21                | 4 settembre 2002 | LONEOS          |
| 183072 - | 2002 RA28                | 5 settembre 2002 | LINEAR          |
| 183073 - | 2002 RJ28                | 5 settembre 2002 | LINEAR          |
| 183074 - | 2002 RD40                | 5 settembre 2002 | LINEAR          |
| 183075 - | 2002 RE41                | 5 settembre 2002 | LINEAR          |
| 183076 - | 2002 RB46                | 5 settembre 2002 | LINEAR          |
| 183077 - | 2002 RJ46                | 5 settembre 2002 | LINEAR          |
| 183078 - | 2002 RY46                | 5 settembre 2002 | LINEAR          |
| 183079 - | 2002 RK49                | 5 settembre 2002 | LINEAR          |
| 183080 - | 2002 RA52                | 5 settembre 2002 | LINEAR          |
| 183081 - | 2002 RG52                | 5 settembre 2002 | LINEAR          |
| 183082 - | 2002 RH54                | 5 settembre 2002 | LINEAR          |
| 183083 - | 2002 RL54                | 5 settembre 2002 | LINEAR          |
| 183084 - | 2002 RY54                | 5 settembre 2002 | LONEOS          |
| 183085 - | 2002 RZ59                | 5 settembre 2002 | LONEOS          |
| 183086 - | 2002 RO72                | 5 settembre 2002 | LINEAR          |
| 183087 - | 2002 RG75                | 5 settembre 2002 | LINEAR          |
| 183088 - | 2002 RO79                | 5 settembre 2002 | LINEAR          |
| 183089 - | 2002 RA80                | 5 settembre 2002 | LINEAR          |
| 183090 - | 2002 RC81                | 5 settembre 2002 | LINEAR          |
| 183091 - | 2002 RR82                | 5 settembre 2002 | LINEAR          |
| 183092 - | 2002 RQ85                | 5 settembre 2002 | LINEAR          |
| 183093 - | 2002 RC87                | 5 settembre 2002 | LINEAR          |
| 183094 - | 2002 RF89                | 5 settembre 2002 | LINEAR          |
| 183095 - | 2002 RK98                | 5 settembre 2002 | LINEAR          |
| 183096 - | 2002 RP98                | 5 settembre 2002 | LINEAR          |
| 183097 - | 2002 RZ99                | 5 settembre 2002 | LINEAR          |
| 183098 - | 2002 RH100               | 5 settembre 2002 | LINEAR          |
| 183099 - | 2002 RJ100               | 5 settembre 2002 | LINEAR          |
| 183100 - | 2002 RT101               | 5 settembre 2002 | LINEAR          |

## 183101-183200
| Nome            | Designazione provvisoria | Data di scoperta  | Scopritore    |
| --------------- | ------------------------ | ----------------- | ------------- |
| 183101 -        | 2002 RO103               | 5 settembre 2002  | LINEAR        |
| 183102 -        | 2002 RM110               | 6 settembre 2002  | LINEAR        |
| 183103 -        | 2002 RL116               | 7 settembre 2002  | LINEAR        |
| 183104 -        | 2002 RL117               | 7 settembre 2002  | LINEAR        |
| 183105 -        | 2002 RH118               | 4 settembre 2002  | CINEOS        |
| 183106 -        | 2002 RB121               | 7 settembre 2002  | LINEAR        |
| 183107 -        | 2002 RJ127               | 10 settembre 2002 | NEAT          |
| 183108 -        | 2002 RZ128               | 10 settembre 2002 | NEAT          |
| 183109 -        | 2002 RW133               | 10 settembre 2002 | NEAT          |
| 183110 -        | 2002 RC136               | 11 settembre 2002 | NEAT          |
| 183111 -        | 2002 RC137               | 13 settembre 2002 | Essen         |
| 183112 -        | 2002 RF137               | 12 settembre 2002 | Tucker, R. A. |
| 183113 -        | 2002 RN139               | 10 settembre 2002 | NEAT          |
| 183114 Vicques  | 2002 RU140               | 13 settembre 2002 | Ory, M.       |
| 183115 -        | 2002 RP147               | 11 settembre 2002 | NEAT          |
| 183116 -        | 2002 RJ149               | 11 settembre 2002 | NEAT          |
| 183117 -        | 2002 RY155               | 11 settembre 2002 | NEAT          |
| 183118 -        | 2002 RE157               | 11 settembre 2002 | NEAT          |
| 183119 -        | 2002 RQ163               | 12 settembre 2002 | NEAT          |
| 183120 -        | 2002 RX169               | 13 settembre 2002 | NEAT          |
| 183121 -        | 2002 RV172               | 13 settembre 2002 | NEAT          |
| 183122 -        | 2002 RX174               | 13 settembre 2002 | NEAT          |
| 183123 -        | 2002 RN178               | 14 settembre 2002 | NEAT          |
| 183124 -        | 2002 RU179               | 14 settembre 2002 | Spacewatch    |
| 183125 -        | 2002 RC182               | 11 settembre 2002 | NEAT          |
| 183126 -        | 2002 RU194               | 12 settembre 2002 | NEAT          |
| 183127 -        | 2002 RM200               | 13 settembre 2002 | NEAT          |
| 183128 -        | 2002 RC201               | 13 settembre 2002 | LINEAR        |
| 183129 -        | 2002 RO201               | 13 settembre 2002 | LINEAR        |
| 183130 -        | 2002 RR201               | 13 settembre 2002 | LINEAR        |
| 183131 -        | 2002 RG202               | 13 settembre 2002 | NEAT          |
| 183132 -        | 2002 RS202               | 13 settembre 2002 | NEAT          |
| 183133 -        | 2002 RK203               | 13 settembre 2002 | NEAT          |
| 183134 -        | 2002 RK210               | 15 settembre 2002 | Spacewatch    |
| 183135 -        | 2002 RW211               | 15 settembre 2002 | NEAT          |
| 183136 -        | 2002 RC216               | 13 settembre 2002 | LONEOS        |
| 183137 -        | 2002 RW219               | 15 settembre 2002 | NEAT          |
| 183138 -        | 2002 RY222               | 15 settembre 2002 | NEAT          |
| 183139 -        | 2002 RW224               | 13 settembre 2002 | NEAT          |
| 183140 -        | 2002 RA231               | 15 settembre 2002 | NEAT          |
| 183141 -        | 2002 RW231               | 14 settembre 2002 | NEAT          |
| 183142 -        | 2002 RF238               | 15 settembre 2002 | Matson, R.    |
| 183143 -        | 2002 RC240               | 14 settembre 2002 | Matson, R.    |
| 183144 -        | 2002 RZ241               | 14 settembre 2002 | Matson, R.    |
| 183145 -        | 2002 RV248               | 14 settembre 2002 | NEAT          |
| 183146 -        | 2002 RH251               | 4 settembre 2002  | NEAT          |
| 183147 -        | 2002 RB252               | 12 settembre 2002 | NEAT          |
| 183148 -        | 2002 RZ253               | 14 settembre 2002 | NEAT          |
| 183149 -        | 2002 RL254               | 14 settembre 2002 | NEAT          |
| 183150 -        | 2002 RQ260               | 15 settembre 2002 | NEAT          |
| 183151 -        | 2002 RU261               | 6 settembre 2002  | LINEAR        |
| 183152 -        | 2002 RR273               | 4 settembre 2002  | NEAT          |
| 183153 -        | 2002 SD1                 | 26 settembre 2002 | NEAT          |
| 183154 -        | 2002 SK1                 | 26 settembre 2002 | Ferrando, R.  |
| 183155 -        | 2002 SE3                 | 27 settembre 2002 | NEAT          |
| 183156 -        | 2002 SR4                 | 27 settembre 2002 | NEAT          |
| 183157 -        | 2002 SL7                 | 27 settembre 2002 | NEAT          |
| 183158 -        | 2002 SS8                 | 27 settembre 2002 | NEAT          |
| 183159 -        | 2002 SO10                | 27 settembre 2002 | NEAT          |
| 183160 -        | 2002 SO12                | 27 settembre 2002 | NEAT          |
| 183161 -        | 2002 SP14                | 27 settembre 2002 | NEAT          |
| 183162 -        | 2002 SR22                | 26 settembre 2002 | NEAT          |
| 183163 -        | 2002 SU22                | 26 settembre 2002 | NEAT          |
| 183164 -        | 2002 SF23                | 27 settembre 2002 | NEAT          |
| 183165 -        | 2002 SU23                | 27 settembre 2002 | LONEOS        |
| 183166 -        | 2002 SF31                | 28 settembre 2002 | NEAT          |
| 183167 -        | 2002 SA33                | 28 settembre 2002 | NEAT          |
| 183168 -        | 2002 SO34                | 29 settembre 2002 | NEAT          |
| 183169 -        | 2002 SX35                | 29 settembre 2002 | NEAT          |
| 183170 -        | 2002 SD37                | 29 settembre 2002 | NEAT          |
| 183171 -        | 2002 SN37                | 29 settembre 2002 | NEAT          |
| 183172 -        | 2002 SG39                | 30 settembre 2002 | LINEAR        |
| 183173 -        | 2002 SM39                | 30 settembre 2002 | LINEAR        |
| 183174 -        | 2002 SH40                | 30 settembre 2002 | NEAT          |
| 183175 -        | 2002 SM40                | 30 settembre 2002 | NEAT          |
| 183176 -        | 2002 SV43                | 29 settembre 2002 | NEAT          |
| 183177 -        | 2002 SG47                | 30 settembre 2002 | LINEAR        |
| 183178 -        | 2002 SO47                | 30 settembre 2002 | LINEAR        |
| 183179 -        | 2002 SN48                | 30 settembre 2002 | LINEAR        |
| 183180 -        | 2002 SQ49                | 30 settembre 2002 | LINEAR        |
| 183181 -        | 2002 SH50                | 30 settembre 2002 | NEAT          |
| 183182 Weinheim | 2002 SB51                | 30 settembre 2002 | Kurtze, L.    |
| 183183 -        | 2002 SH51                | 16 settembre 2002 | NEAT          |
| 183184 -        | 2002 SR54                | 30 settembre 2002 | LINEAR        |
| 183185 -        | 2002 SH55                | 30 settembre 2002 | LINEAR        |
| 183186 -        | 2002 SM59                | 16 settembre 2002 | NEAT          |
| 183187 -        | 2002 SA65                | 16 settembre 2002 | NEAT          |
| 183188 -        | 2002 SQ65                | 16 settembre 2002 | NEAT          |
| 183189 -        | 2002 SY67                | 26 settembre 2002 | NEAT          |
| 183190 -        | 2002 SC70                | 26 settembre 2002 | NEAT          |
| 183191 -        | 2002 ST71                | 16 settembre 2002 | NEAT          |
| 183192 -        | 2002 TR4                 | 1 ottobre 2002    | LINEAR        |
| 183193 -        | 2002 TY4                 | 1 ottobre 2002    | LINEAR        |
| 183194 -        | 2002 TC5                 | 1 ottobre 2002    | LINEAR        |
| 183195 -        | 2002 TW5                 | 1 ottobre 2002    | LONEOS        |
| 183196 -        | 2002 TN7                 | 1 ottobre 2002    | LONEOS        |
| 183197 -        | 2002 TG10                | 2 ottobre 2002    | LINEAR        |
| 183198 -        | 2002 TH13                | 1 ottobre 2002    | LONEOS        |
| 183199 -        | 2002 TS13                | 1 ottobre 2002    | LINEAR        |
| 183200 -        | 2002 TP15                | 2 ottobre 2002    | LINEAR        |

## 183201-183300
| Nome               | Designazione provvisoria | Data di scoperta | Scopritore               |
| ------------------ | ------------------------ | ---------------- | ------------------------ |
| 183201 -           | 2002 TE17                | 2 ottobre 2002   | LINEAR                   |
| 183202 -           | 2002 TP17                | 2 ottobre 2002   | LINEAR                   |
| 183203 -           | 2002 TS17                | 2 ottobre 2002   | LINEAR                   |
| 183204 -           | 2002 TZ18                | 2 ottobre 2002   | LINEAR                   |
| 183205 -           | 2002 TX19                | 2 ottobre 2002   | LINEAR                   |
| 183206 -           | 2002 TT22                | 2 ottobre 2002   | LINEAR                   |
| 183207 -           | 2002 TE23                | 2 ottobre 2002   | LINEAR                   |
| 183208 -           | 2002 TR28                | 2 ottobre 2002   | LINEAR                   |
| 183209 -           | 2002 TW28                | 2 ottobre 2002   | LINEAR                   |
| 183210 -           | 2002 TE29                | 2 ottobre 2002   | LINEAR                   |
| 183211 -           | 2002 TZ30                | 2 ottobre 2002   | LINEAR                   |
| 183212 -           | 2002 TG31                | 2 ottobre 2002   | LINEAR                   |
| 183213 -           | 2002 TE33                | 2 ottobre 2002   | LINEAR                   |
| 183214 -           | 2002 TW34                | 2 ottobre 2002   | LINEAR                   |
| 183215 -           | 2002 TZ34                | 2 ottobre 2002   | LINEAR                   |
| 183216 -           | 2002 TJ36                | 2 ottobre 2002   | LINEAR                   |
| 183217 -           | 2002 TQ36                | 2 ottobre 2002   | LINEAR                   |
| 183218 -           | 2002 TK37                | 2 ottobre 2002   | LINEAR                   |
| 183219 -           | 2002 TN37                | 2 ottobre 2002   | LINEAR                   |
| 183220 -           | 2002 TJ39                | 2 ottobre 2002   | LINEAR                   |
| 183221 -           | 2002 TQ39                | 2 ottobre 2002   | LINEAR                   |
| 183222 -           | 2002 TN41                | 2 ottobre 2002   | LINEAR                   |
| 183223 -           | 2002 TS43                | 2 ottobre 2002   | LINEAR                   |
| 183224 -           | 2002 TT43                | 2 ottobre 2002   | LINEAR                   |
| 183225 -           | 2002 TX44                | 2 ottobre 2002   | LINEAR                   |
| 183226 -           | 2002 TW47                | 2 ottobre 2002   | LINEAR                   |
| 183227 -           | 2002 TY47                | 2 ottobre 2002   | LINEAR                   |
| 183228 -           | 2002 TT48                | 2 ottobre 2002   | LINEAR                   |
| 183229 -           | 2002 TD57                | 1 ottobre 2002   | LONEOS                   |
| 183230 -           | 2002 TC58                | 4 ottobre 2002   | LINEAR                   |
| 183231 -           | 2002 TJ70                | 2 ottobre 2002   | CINEOS                   |
| 183232 -           | 2002 TQ70                | 3 ottobre 2002   | NEAT                     |
| 183233 -           | 2002 TD72                | 3 ottobre 2002   | NEAT                     |
| 183234 -           | 2002 TC73                | 3 ottobre 2002   | NEAT                     |
| 183235 -           | 2002 TZ78                | 1 ottobre 2002   | LINEAR                   |
| 183236 -           | 2002 TQ81                | 1 ottobre 2002   | NEAT                     |
| 183237 -           | 2002 TR82                | 2 ottobre 2002   | LINEAR                   |
| 183238 -           | 2002 TF85                | 2 ottobre 2002   | NEAT                     |
| 183239 -           | 2002 TS90                | 3 ottobre 2002   | NEAT                     |
| 183240 -           | 2002 TG96                | 3 ottobre 2002   | NEAT                     |
| 183241 -           | 2002 TV98                | 3 ottobre 2002   | LINEAR                   |
| 183242 -           | 2002 TT107               | 4 ottobre 2002   | LINEAR                   |
| 183243 -           | 2002 TV108               | 1 ottobre 2002   | NEAT                     |
| 183244 -           | 2002 TM111               | 3 ottobre 2002   | Spacewatch               |
| 183245 -           | 2002 TY111               | 3 ottobre 2002   | LINEAR                   |
| 183246 -           | 2002 TT121               | 3 ottobre 2002   | NEAT                     |
| 183247 -           | 2002 TB124               | 4 ottobre 2002   | NEAT                     |
| 183248 -           | 2002 TU125               | 4 ottobre 2002   | LINEAR                   |
| 183249 -           | 2002 TG131               | 4 ottobre 2002   | LINEAR                   |
| 183250 -           | 2002 TN131               | 4 ottobre 2002   | LINEAR                   |
| 183251 -           | 2002 TE134               | 4 ottobre 2002   | NEAT                     |
| 183252 -           | 2002 TS155               | 5 ottobre 2002   | NEAT                     |
| 183253 -           | 2002 TJ163               | 5 ottobre 2002   | NEAT                     |
| 183254 -           | 2002 TK166               | 3 ottobre 2002   | LINEAR                   |
| 183255 -           | 2002 TX168               | 3 ottobre 2002   | NEAT                     |
| 183256 -           | 2002 TL174               | 4 ottobre 2002   | LINEAR                   |
| 183257 -           | 2002 TA185               | 4 ottobre 2002   | LINEAR                   |
| 183258 -           | 2002 TT195               | 3 ottobre 2002   | LINEAR                   |
| 183259 -           | 2002 TT196               | 4 ottobre 2002   | LINEAR                   |
| 183260 -           | 2002 TB208               | 4 ottobre 2002   | LINEAR                   |
| 183261 -           | 2002 TE208               | 4 ottobre 2002   | LINEAR                   |
| 183262 -           | 2002 TS209               | 6 ottobre 2002   | NEAT                     |
| 183263 -           | 2002 TG215               | 4 ottobre 2002   | LINEAR                   |
| 183264 -           | 2002 TH220               | 5 ottobre 2002   | CINEOS                   |
| 183265 -           | 2002 TR223               | 7 ottobre 2002   | LONEOS                   |
| 183266 -           | 2002 TJ225               | 8 ottobre 2002   | LONEOS                   |
| 183267 -           | 2002 TW225               | 8 ottobre 2002   | LONEOS                   |
| 183268 -           | 2002 TE227               | 8 ottobre 2002   | LONEOS                   |
| 183269 -           | 2002 TB241               | 7 ottobre 2002   | LINEAR                   |
| 183270 -           | 2002 TC241               | 7 ottobre 2002   | LINEAR                   |
| 183271 -           | 2002 TL248               | 7 ottobre 2002   | NEAT                     |
| 183272 -           | 2002 TS251               | 8 ottobre 2002   | LONEOS                   |
| 183273 -           | 2002 TP258               | 9 ottobre 2002   | LINEAR                   |
| 183274 -           | 2002 TS258               | 9 ottobre 2002   | LINEAR                   |
| 183275 -           | 2002 TE260               | 9 ottobre 2002   | LINEAR                   |
| 183276 -           | 2002 TT260               | 9 ottobre 2002   | LINEAR                   |
| 183277 -           | 2002 TV261               | 10 ottobre 2002  | NEAT                     |
| 183278 -           | 2002 TP270               | 9 ottobre 2002   | LINEAR                   |
| 183279 -           | 2002 TG271               | 9 ottobre 2002   | LINEAR                   |
| 183280 -           | 2002 TT274               | 9 ottobre 2002   | LINEAR                   |
| 183281 -           | 2002 TC278               | 10 ottobre 2002  | LINEAR                   |
| 183282 -           | 2002 TM283               | 10 ottobre 2002  | LINEAR                   |
| 183283 -           | 2002 TY287               | 10 ottobre 2002  | LINEAR                   |
| 183284 -           | 2002 TU294               | 10 ottobre 2002  | LINEAR                   |
| 183285 -           | 2002 TD298               | 12 ottobre 2002  | LINEAR                   |
| 183286 -           | 2002 TP304               | 4 ottobre 2002   | Sloan Digital Sky Survey |
| 183287 Deisenstein | 2002 TJ318               | 5 ottobre 2002   | Sloan Digital Sky Survey |
| 183288 Eyer        | 2002 TH331               | 5 ottobre 2002   | Sloan Digital Sky Survey |
| 183289 -           | 2002 TR345               | 5 ottobre 2002   | Sloan Digital Sky Survey |
| 183290 -           | 2002 TP375               | 3 ottobre 2002   | LINEAR                   |
| 183291 -           | 2002 TC376               | 10 ottobre 2002  | Sloan Digital Sky Survey |
| 183292 -           | 2002 TK376               | 6 ottobre 2002   | LINEAR                   |
| 183293 -           | 2002 TD378               | 15 ottobre 2002  | NEAT                     |
| 183294 Langbroek   | 2002 TB382               | 9 ottobre 2002   | NEAT                     |
| 183295 -           | 2002 UJ                  | 19 ottobre 2002  | NEAT                     |
| 183296 -           | 2002 UX2                 | 28 ottobre 2002  | LINEAR                   |
| 183297 -           | 2002 UZ5                 | 28 ottobre 2002  | NEAT                     |
| 183298 -           | 2002 UB14                | 29 ottobre 2002  | NEAT                     |
| 183299 -           | 2002 UD19                | 30 ottobre 2002  | NEAT                     |
| 183300 -           | 2002 UH19                | 30 ottobre 2002  | NEAT                     |

## 183301-183400
| Nome               | Designazione provvisoria | Data di scoperta | Scopritore               |
| ------------------ | ------------------------ | ---------------- | ------------------------ |
| 183301 -           | 2002 UN20                | 28 ottobre 2002  | NEAT                     |
| 183302 -           | 2002 UB26                | 30 ottobre 2002  | NEAT                     |
| 183303 -           | 2002 UU33                | 31 ottobre 2002  | NEAT                     |
| 183304 -           | 2002 UZ37                | 31 ottobre 2002  | NEAT                     |
| 183305 -           | 2002 UR41                | 31 ottobre 2002  | NEAT                     |
| 183306 -           | 2002 UM48                | 31 ottobre 2002  | LINEAR                   |
| 183307 -           | 2002 UZ55                | 29 ottobre 2002  | Sloan Digital Sky Survey |
| 183308 -           | 2002 UR72                | 25 ottobre 2002  | NEAT                     |
| 183309 -           | 2002 VQ                  | 2 novembre 2002  | Young, J. W.             |
| 183310 -           | 2002 VK6                 | 5 novembre 2002  | La Palma                 |
| 183311 -           | 2002 VV9                 | 1 novembre 2002  | NEAT                     |
| 183312 -           | 2002 VD10                | 1 novembre 2002  | NEAT                     |
| 183313 -           | 2002 VH14                | 5 novembre 2002  | LONEOS                   |
| 183314 -           | 2002 VJ18                | 2 novembre 2002  | NEAT                     |
| 183315 -           | 2002 VS21                | 5 novembre 2002  | LINEAR                   |
| 183316 -           | 2002 VP27                | 5 novembre 2002  | LONEOS                   |
| 183317 -           | 2002 VY27                | 5 novembre 2002  | LONEOS                   |
| 183318 -           | 2002 VH34                | 5 novembre 2002  | LINEAR                   |
| 183319 -           | 2002 VT41                | 5 novembre 2002  | NEAT                     |
| 183320 -           | 2002 VE42                | 5 novembre 2002  | NEAT                     |
| 183321 -           | 2002 VE44                | 4 novembre 2002  | NEAT                     |
| 183322 -           | 2002 VO49                | 5 novembre 2002  | LONEOS                   |
| 183323 -           | 2002 VV50                | 6 novembre 2002  | LONEOS                   |
| 183324 -           | 2002 VK51                | 6 novembre 2002  | LONEOS                   |
| 183325 -           | 2002 VQ51                | 6 novembre 2002  | LONEOS                   |
| 183326 -           | 2002 VK52                | 6 novembre 2002  | LONEOS                   |
| 183327 -           | 2002 VP52                | 6 novembre 2002  | LONEOS                   |
| 183328 -           | 2002 VY55                | 6 novembre 2002  | LINEAR                   |
| 183329 -           | 2002 VA56                | 6 novembre 2002  | LONEOS                   |
| 183330 -           | 2002 VC67                | 6 novembre 2002  | NEAT                     |
| 183331 -           | 2002 VF67                | 6 novembre 2002  | NEAT                     |
| 183332 -           | 2002 VR72                | 7 novembre 2002  | LINEAR                   |
| 183333 -           | 2002 VB77                | 7 novembre 2002  | LINEAR                   |
| 183334 -           | 2002 VR77                | 7 novembre 2002  | LINEAR                   |
| 183335 -           | 2002 VQ80                | 7 novembre 2002  | LINEAR                   |
| 183336 -           | 2002 VQ81                | 7 novembre 2002  | LINEAR                   |
| 183337 -           | 2002 VX82                | 7 novembre 2002  | LINEAR                   |
| 183338 -           | 2002 VM83                | 7 novembre 2002  | LINEAR                   |
| 183339 -           | 2002 VV86                | 8 novembre 2002  | LINEAR                   |
| 183340 -           | 2002 VC87                | 8 novembre 2002  | LINEAR                   |
| 183341 -           | 2002 VQ89                | 11 novembre 2002 | NEAT                     |
| 183342 -           | 2002 VF90                | 11 novembre 2002 | LINEAR                   |
| 183343 -           | 2002 VN92                | 11 novembre 2002 | LINEAR                   |
| 183344 -           | 2002 VE93                | 11 novembre 2002 | LINEAR                   |
| 183345 -           | 2002 VB100               | 10 novembre 2002 | LINEAR                   |
| 183346 -           | 2002 VH104               | 12 novembre 2002 | LINEAR                   |
| 183347 -           | 2002 VJ108               | 12 novembre 2002 | LINEAR                   |
| 183348 -           | 2002 VE109               | 12 novembre 2002 | LINEAR                   |
| 183349 -           | 2002 VZ109               | 12 novembre 2002 | LINEAR                   |
| 183350 -           | 2002 VC110               | 12 novembre 2002 | NEAT                     |
| 183351 -           | 2002 VP111               | 13 novembre 2002 | NEAT                     |
| 183352 -           | 2002 VG114               | 13 novembre 2002 | NEAT                     |
| 183353 -           | 2002 VQ119               | 12 novembre 2002 | LINEAR                   |
| 183354 -           | 2002 VW119               | 12 novembre 2002 | LINEAR                   |
| 183355 -           | 2002 VS122               | 13 novembre 2002 | NEAT                     |
| 183356 -           | 2002 VH124               | 6 novembre 2002  | McClusky, J. V.          |
| 183357 Rickshelton | 2002 VT129               | 9 novembre 2002  | Buie, M. W.              |
| 183358 -           | 2002 VM131               | 13 novembre 2002 | Hönig, S. F.             |
| 183359 -           | 2002 VS134               | 6 novembre 2002  | LINEAR                   |
| 183360 -           | 2002 VN140               | 13 novembre 2002 | NEAT                     |
| 183361 -           | 2002 VO141               | 6 novembre 2002  | NEAT                     |
| 183362 -           | 2002 WB13                | 28 novembre 2002 | LONEOS                   |
| 183363 -           | 2002 WC13                | 28 novembre 2002 | LONEOS                   |
| 183364 -           | 2002 WT16                | 28 novembre 2002 | NEAT                     |
| 183365 -           | 2002 WK20                | 24 novembre 2002 | Hönig, S. F.             |
| 183366 -           | 2002 WU22                | 24 novembre 2002 | NEAT                     |
| 183367 -           | 2002 XJ                  | 1 dicembre 2002  | LINEAR                   |
| 183368 -           | 2002 XD7                 | 2 dicembre 2002  | LINEAR                   |
| 183369 -           | 2002 XZ15                | 3 dicembre 2002  | NEAT                     |
| 183370 -           | 2002 XE17                | 3 dicembre 2002  | NEAT                     |
| 183371 -           | 2002 XP20                | 2 dicembre 2002  | LINEAR                   |
| 183372 -           | 2002 XZ21                | 2 dicembre 2002  | LINEAR                   |
| 183373 -           | 2002 XO22                | 3 dicembre 2002  | NEAT                     |
| 183374 -           | 2002 XC25                | 5 dicembre 2002  | LINEAR                   |
| 183375 -           | 2002 XT29                | 5 dicembre 2002  | NEAT                     |
| 183376 -           | 2002 XM30                | 6 dicembre 2002  | LINEAR                   |
| 183377 -           | 2002 XM31                | 6 dicembre 2002  | LINEAR                   |
| 183378 -           | 2002 XG37                | 7 dicembre 2002  | LINEAR                   |
| 183379 -           | 2002 XL44                | 7 dicembre 2002  | Ball, L.                 |
| 183380 -           | 2002 XP48                | 10 dicembre 2002 | LINEAR                   |
| 183381 -           | 2002 XC49                | 10 dicembre 2002 | LINEAR                   |
| 183382 -           | 2002 XJ51                | 10 dicembre 2002 | LINEAR                   |
| 183383 -           | 2002 XM54                | 10 dicembre 2002 | NEAT                     |
| 183384 -           | 2002 XD55                | 10 dicembre 2002 | NEAT                     |
| 183385 -           | 2002 XN58                | 11 dicembre 2002 | LINEAR                   |
| 183386 -           | 2002 XR59                | 10 dicembre 2002 | LINEAR                   |
| 183387 -           | 2002 XE60                | 10 dicembre 2002 | LINEAR                   |
| 183388 -           | 2002 XL60                | 10 dicembre 2002 | LINEAR                   |
| 183389 -           | 2002 XD63                | 11 dicembre 2002 | LINEAR                   |
| 183390 -           | 2002 XX66                | 10 dicembre 2002 | LINEAR                   |
| 183391 -           | 2002 XG72                | 11 dicembre 2002 | LINEAR                   |
| 183392 -           | 2002 XU72                | 11 dicembre 2002 | LINEAR                   |
| 183393 -           | 2002 XJ73                | 11 dicembre 2002 | LINEAR                   |
| 183394 -           | 2002 XH75                | 11 dicembre 2002 | LINEAR                   |
| 183395 -           | 2002 XT76                | 11 dicembre 2002 | LINEAR                   |
| 183396 -           | 2002 XZ76                | 11 dicembre 2002 | LINEAR                   |
| 183397 -           | 2002 XT80                | 11 dicembre 2002 | LINEAR                   |
| 183398 -           | 2002 XS91                | 4 dicembre 2002  | Buie, M. W.              |
| 183399 -           | 2002 XQ93                | 6 dicembre 2002  | Buie, M. W.              |
| 183400 -           | 2002 XJ101               | 5 dicembre 2002  | LINEAR                   |

## 183401-183500
| Nome       | Designazione provvisoria | Data di scoperta | Scopritore               |
| ---------- | ------------------------ | ---------------- | ------------------------ |
| 183401 -   | 2002 XM109               | 6 dicembre 2002  | LINEAR                   |
| 183402 -   | 2002 XY111               | 6 dicembre 2002  | LINEAR                   |
| 183403 Gal | 2002 XW115               | 11 dicembre 2002 | Sloan Digital Sky Survey |
| 183404 -   | 2002 YO                  | 27 dicembre 2002 | LONEOS                   |
| 183405 -   | 2002 YE4                 | 30 dicembre 2002 | Tenagra II               |
| 183406 -   | 2002 YK6                 | 28 dicembre 2002 | LONEOS                   |
| 183407 -   | 2002 YU6                 | 28 dicembre 2002 | LONEOS                   |
| 183408 -   | 2002 YM8                 | 31 dicembre 2002 | LINEAR                   |
| 183409 -   | 2002 YV13                | 31 dicembre 2002 | LINEAR                   |
| 183410 -   | 2002 YS17                | 31 dicembre 2002 | LINEAR                   |
| 183411 -   | 2002 YA19                | 31 dicembre 2002 | LINEAR                   |
| 183412 -   | 2002 YF20                | 31 dicembre 2002 | LINEAR                   |
| 183413 -   | 2002 YN20                | 31 dicembre 2002 | LINEAR                   |
| 183414 -   | 2002 YY29                | 31 dicembre 2002 | LINEAR                   |
| 183415 -   | 2003 AH2                 | 2 gennaio 2003   | LINEAR                   |
| 183416 -   | 2003 AD5                 | 1 gennaio 2003   | LINEAR                   |
| 183417 -   | 2003 AE5                 | 1 gennaio 2003   | LINEAR                   |
| 183418 -   | 2003 AY6                 | 2 gennaio 2003   | LINEAR                   |
| 183419 -   | 2003 AC12                | 1 gennaio 2003   | LINEAR                   |
| 183420 -   | 2003 AU14                | 2 gennaio 2003   | LONEOS                   |
| 183421 -   | 2003 AX17                | 5 gennaio 2003   | LONEOS                   |
| 183422 -   | 2003 AF20                | 5 gennaio 2003   | LINEAR                   |
| 183423 -   | 2003 AR20                | 5 gennaio 2003   | LINEAR                   |
| 183424 -   | 2003 AC22                | 5 gennaio 2003   | LINEAR                   |
| 183425 -   | 2003 AL23                | 4 gennaio 2003   | LINEAR                   |
| 183426 -   | 2003 AM24                | 4 gennaio 2003   | LINEAR                   |
| 183427 -   | 2003 AD25                | 4 gennaio 2003   | LINEAR                   |
| 183428 -   | 2003 AD29                | 4 gennaio 2003   | LINEAR                   |
| 183429 -   | 2003 AW35                | 7 gennaio 2003   | LINEAR                   |
| 183430 -   | 2003 AG55                | 5 gennaio 2003   | LINEAR                   |
| 183431 -   | 2003 AA58                | 5 gennaio 2003   | LINEAR                   |
| 183432 -   | 2003 AH61                | 7 gennaio 2003   | LINEAR                   |
| 183433 -   | 2003 AT62                | 8 gennaio 2003   | LINEAR                   |
| 183434 -   | 2003 AL63                | 8 gennaio 2003   | LINEAR                   |
| 183435 -   | 2003 AB65                | 7 gennaio 2003   | LINEAR                   |
| 183436 -   | 2003 AH65                | 7 gennaio 2003   | LINEAR                   |
| 183437 -   | 2003 AK65                | 7 gennaio 2003   | LINEAR                   |
| 183438 -   | 2003 AF68                | 8 gennaio 2003   | LINEAR                   |
| 183439 -   | 2003 AC72                | 10 gennaio 2003  | LINEAR                   |
| 183440 -   | 2003 AW82                | 8 gennaio 2003   | Bickel, W.               |
| 183441 -   | 2003 AK84                | 11 gennaio 2003  | Tucker, R. A.            |
| 183442 -   | 2003 AL90                | 5 gennaio 2003   | LINEAR                   |
| 183443 -   | 2003 AZ91                | 7 gennaio 2003   | LINEAR                   |
| 183444 -   | 2003 AN94                | 10 gennaio 2003  | LINEAR                   |
| 183445 -   | 2003 BE3                 | 24 gennaio 2003  | Boattini, A., Scholl, H. |
| 183446 -   | 2003 BT7                 | 26 gennaio 2003  | Spacewatch               |
| 183447 -   | 2003 BV8                 | 26 gennaio 2003  | LONEOS                   |
| 183448 -   | 2003 BY10                | 26 gennaio 2003  | LONEOS                   |
| 183449 -   | 2003 BU12                | 26 gennaio 2003  | NEAT                     |
| 183450 -   | 2003 BL18                | 27 gennaio 2003  | LINEAR                   |
| 183451 -   | 2003 BV18                | 26 gennaio 2003  | NEAT                     |
| 183452 -   | 2003 BF20                | 27 gennaio 2003  | LONEOS                   |
| 183453 -   | 2003 BK22                | 25 gennaio 2003  | NEAT                     |
| 183454 -   | 2003 BK24                | 25 gennaio 2003  | NEAT                     |
| 183455 -   | 2003 BO30                | 27 gennaio 2003  | LINEAR                   |
| 183456 -   | 2003 BY33                | 25 gennaio 2003  | NEAT                     |
| 183457 -   | 2003 BC35                | 27 gennaio 2003  | LINEAR                   |
| 183458 -   | 2003 BU42                | 29 gennaio 2003  | NEAT                     |
| 183459 -   | 2003 BL46                | 29 gennaio 2003  | LINEAR                   |
| 183460 -   | 2003 BT52                | 27 gennaio 2003  | LONEOS                   |
| 183461 -   | 2003 BU54                | 27 gennaio 2003  | NEAT                     |
| 183462 -   | 2003 BM56                | 28 gennaio 2003  | NEAT                     |
| 183463 -   | 2003 BH60                | 27 gennaio 2003  | NEAT                     |
| 183464 -   | 2003 BO60                | 27 gennaio 2003  | NEAT                     |
| 183465 -   | 2003 BL72                | 28 gennaio 2003  | NEAT                     |
| 183466 -   | 2003 BE74                | 29 gennaio 2003  | NEAT                     |
| 183467 -   | 2003 BP75                | 29 gennaio 2003  | NEAT                     |
| 183468 -   | 2003 BQ76                | 29 gennaio 2003  | NEAT                     |
| 183469 -   | 2003 BF81                | 31 gennaio 2003  | LINEAR                   |
| 183470 -   | 2003 BH82                | 31 gennaio 2003  | LINEAR                   |
| 183471 -   | 2003 BM86                | 25 gennaio 2003  | LONEOS                   |
| 183472 -   | 2003 BV87                | 27 gennaio 2003  | LINEAR                   |
| 183473 -   | 2003 BD88                | 27 gennaio 2003  | LINEAR                   |
| 183474 -   | 2003 CB1                 | 1 febbraio 2003  | LINEAR                   |
| 183475 -   | 2003 CK2                 | 1 febbraio 2003  | LINEAR                   |
| 183476 -   | 2003 CR13                | 4 febbraio 2003  | LONEOS                   |
| 183477 -   | 2003 CD18                | 8 febbraio 2003  | LINEAR                   |
| 183478 -   | 2003 CR19                | 7 febbraio 2003  | NEAT                     |
| 183479 -   | 2003 DL5                 | 19 febbraio 2003 | NEAT                     |
| 183480 -   | 2003 DP5                 | 19 febbraio 2003 | NEAT                     |
| 183481 -   | 2003 DR5                 | 19 febbraio 2003 | NEAT                     |
| 183482 -   | 2003 DE12                | 25 febbraio 2003 | CINEOS                   |
| 183483 -   | 2003 DS12                | 26 febbraio 2003 | CINEOS                   |
| 183484 -   | 2003 DZ14                | 25 febbraio 2003 | CINEOS                   |
| 183485 -   | 2003 DY18                | 21 febbraio 2003 | NEAT                     |
| 183486 -   | 2003 DX21                | 28 febbraio 2003 | LINEAR                   |
| 183487 -   | 2003 ES3                 | 6 marzo 2003     | NEAT                     |
| 183488 -   | 2003 ET6                 | 6 marzo 2003     | LONEOS                   |
| 183489 -   | 2003 EJ18                | 6 marzo 2003     | LONEOS                   |
| 183490 -   | 2003 EQ18                | 6 marzo 2003     | LONEOS                   |
| 183491 -   | 2003 EU21                | 6 marzo 2003     | LINEAR                   |
| 183492 -   | 2003 EH25                | 6 marzo 2003     | LONEOS                   |
| 183493 -   | 2003 EB29                | 6 marzo 2003     | LINEAR                   |
| 183494 -   | 2003 EM35                | 7 marzo 2003     | LINEAR                   |
| 183495 -   | 2003 EK37                | 8 marzo 2003     | LONEOS                   |
| 183496 -   | 2003 EF38                | 8 marzo 2003     | LONEOS                   |
| 183497 -   | 2003 EH46                | 7 marzo 2003     | LONEOS                   |
| 183498 -   | 2003 EN47                | 9 marzo 2003     | LINEAR                   |
| 183499 -   | 2003 ES61                | 6 marzo 2003     | LINEAR                   |
| 183500 -   | 2003 FV2                 | 24 marzo 2003    | NEAT                     |

## 183501-183600
| Nome           | Designazione provvisoria | Data di scoperta  | Scopritore                     |
| -------------- | ------------------------ | ----------------- | ------------------------------ |
| 183501 -       | 2003 FU4                 | 25 marzo 2003     | Young, J. W.                   |
| 183502 -       | 2003 FM8                 | 30 marzo 2003     | LINEAR                         |
| 183503 -       | 2003 FP12                | 22 marzo 2003     | Uppsala-DLR Asteroid Survey    |
| 183504 -       | 2003 FP15                | 23 marzo 2003     | Spacewatch                     |
| 183505 -       | 2003 FY25                | 24 marzo 2003     | Spacewatch                     |
| 183506 -       | 2003 FP33                | 23 marzo 2003     | Spacewatch                     |
| 183507 -       | 2003 FC36                | 23 marzo 2003     | Spacewatch                     |
| 183508 -       | 2003 FE36                | 23 marzo 2003     | Spacewatch                     |
| 183509 -       | 2003 FZ40                | 25 marzo 2003     | NEAT                           |
| 183510 -       | 2003 FJ41                | 25 marzo 2003     | NEAT                           |
| 183511 -       | 2003 FV48                | 24 marzo 2003     | Spacewatch                     |
| 183512 -       | 2003 FG51                | 25 marzo 2003     | NEAT                           |
| 183513 -       | 2003 FR53                | 25 marzo 2003     | NEAT                           |
| 183514 -       | 2003 FC58                | 26 marzo 2003     | Spacewatch                     |
| 183515 -       | 2003 FA65                | 26 marzo 2003     | NEAT                           |
| 183516 -       | 2003 FJ78                | 27 marzo 2003     | Spacewatch                     |
| 183517 -       | 2003 FP80                | 27 marzo 2003     | LINEAR                         |
| 183518 -       | 2003 FA81                | 27 marzo 2003     | LINEAR                         |
| 183519 -       | 2003 FS88                | 28 marzo 2003     | Spacewatch                     |
| 183520 -       | 2003 FR90                | 29 marzo 2003     | LONEOS                         |
| 183521 -       | 2003 FM91                | 29 marzo 2003     | LONEOS                         |
| 183522 -       | 2003 FM93                | 29 marzo 2003     | LONEOS                         |
| 183523 -       | 2003 FU93                | 29 marzo 2003     | LONEOS                         |
| 183524 -       | 2003 FV101               | 31 marzo 2003     | LINEAR                         |
| 183525 -       | 2003 FK110               | 30 marzo 2003     | Spacewatch                     |
| 183526 -       | 2003 FV114               | 31 marzo 2003     | LONEOS                         |
| 183527 -       | 2003 FV118               | 26 marzo 2003     | LONEOS                         |
| 183528 -       | 2003 FT126               | 31 marzo 2003     | Spacewatch                     |
| 183529 -       | 2003 FV127               | 31 marzo 2003     | CSS                            |
| 183530 -       | 2003 FV130               | 29 marzo 2003     | LONEOS                         |
| 183531 -       | 2003 FA132               | 27 marzo 2003     | Spacewatch                     |
| 183532 -       | 2003 GC27                | 6 aprile 2003     | LONEOS                         |
| 183533 -       | 2003 GG29                | 6 aprile 2003     | NEAT                           |
| 183534 -       | 2003 GU38                | 7 aprile 2003     | Spacewatch                     |
| 183535 -       | 2003 GN45                | 8 aprile 2003     | NEAT                           |
| 183536 -       | 2003 GF50                | 4 aprile 2003     | Spacewatch                     |
| 183537 -       | 2003 GY54                | 4 aprile 2003     | Spacewatch                     |
| 183538 -       | 2003 GC55                | 4 aprile 2003     | LONEOS                         |
| 183539 -       | 2003 HV15                | 27 aprile 2003    | LINEAR                         |
| 183540 -       | 2003 HC17                | 24 aprile 2003    | LONEOS                         |
| 183541 -       | 2003 HV22                | 26 aprile 2003    | Spacewatch                     |
| 183542 -       | 2003 HH24                | 27 aprile 2003    | Spacewatch                     |
| 183543 -       | 2003 HN25                | 25 aprile 2003    | Spacewatch                     |
| 183544 -       | 2003 HZ27                | 26 aprile 2003    | Spacewatch                     |
| 183545 -       | 2003 HJ35                | 26 aprile 2003    | NEAT                           |
| 183546 -       | 2003 HD38                | 29 aprile 2003    | LINEAR                         |
| 183547 -       | 2003 HR38                | 29 aprile 2003    | LONEOS                         |
| 183548 -       | 2003 HU42                | 29 aprile 2003    | Spacewatch                     |
| 183549 -       | 2003 HU49                | 29 aprile 2003    | LINEAR                         |
| 183550 -       | 2003 HU57                | 24 aprile 2003    | Spacewatch                     |
| 183551 -       | 2003 JU4                 | 3 maggio 2003     | Spacewatch                     |
| 183552 -       | 2003 JY5                 | 1 maggio 2003     | Spacewatch                     |
| 183553 -       | 2003 JP10                | 2 maggio 2003     | Spacewatch                     |
| 183554 -       | 2003 JP11                | 5 maggio 2003     | Spacewatch                     |
| 183555 -       | 2003 JN13                | 6 maggio 2003     | Tenagra II                     |
| 183556 -       | 2003 JQ13                | 5 maggio 2003     | LONEOS                         |
| 183557 -       | 2003 KZ2                 | 22 maggio 2003    | Spacewatch                     |
| 183558 -       | 2003 KT9                 | 25 maggio 2003    | LONEOS                         |
| 183559 -       | 2003 KQ12                | 26 maggio 2003    | Spacewatch                     |
| 183560 Křišťan | 2003 KO18                | 24 maggio 2003    | KLENOT                         |
| 183561 -       | 2003 KC32                | 27 maggio 2003    | Spacewatch                     |
| 183562 -       | 2003 LP4                 | 5 giugno 2003     | Spacewatch                     |
| 183563 -       | 2003 MD4                 | 22 giugno 2003    | Schwartz, M., Holvorcem, P. R. |
| 183564 -       | 2003 MA12                | 29 giugno 2003    | LINEAR                         |
| 183565 -       | 2003 NL2                 | 3 luglio 2003     | Broughton, J.                  |
| 183566 -       | 2003 NQ2                 | 4 luglio 2003     | NEAT                           |
| 183567 -       | 2003 OZ10                | 27 luglio 2003    | Broughton, J.                  |
| 183568 -       | 2003 OQ11                | 20 luglio 2003    | NEAT                           |
| 183569 -       | 2003 PN3                 | 2 agosto 2003     | NEAT                           |
| 183570 -       | 2003 QJ3                 | 19 agosto 2003    | CINEOS                         |
| 183571 -       | 2003 QK22                | 20 agosto 2003    | NEAT                           |
| 183572 -       | 2003 QV31                | 21 agosto 2003    | NEAT                           |
| 183573 -       | 2003 QH46                | 23 agosto 2003    | NEAT                           |
| 183574 -       | 2003 QJ54                | 23 agosto 2003    | LINEAR                         |
| 183575 -       | 2003 QP72                | 23 agosto 2003    | LINEAR                         |
| 183576 -       | 2003 RA5                 | 3 settembre 2003  | NEAT                           |
| 183577 -       | 2003 SX11                | 16 settembre 2003 | Spacewatch                     |
| 183578 -       | 2003 SD19                | 16 settembre 2003 | Spacewatch                     |
| 183579 -       | 2003 SD25                | 17 settembre 2003 | NEAT                           |
| 183580 -       | 2003 SO33                | 16 settembre 2003 | LONEOS                         |
| 183581 -       | 2003 SY84                | 20 settembre 2003 | NEAT                           |
| 183582 -       | 2003 SM127               | 19 settembre 2003 | Kušnirák, P.                   |
| 183583 -       | 2003 SV177               | 19 settembre 2003 | Spacewatch                     |
| 183584 -       | 2003 SF182               | 20 settembre 2003 | LINEAR                         |
| 183585 -       | 2003 SZ201               | 18 settembre 2003 | Tucker, R. A.                  |
| 183586 -       | 2003 SF204               | 22 settembre 2003 | Spacewatch                     |
| 183587 -       | 2003 SZ246               | 26 settembre 2003 | LINEAR                         |
| 183588 -       | 2003 SY257               | 28 settembre 2003 | LINEAR                         |
| 183589 -       | 2003 SO284               | 20 settembre 2003 | LINEAR                         |
| 183590 -       | 2003 SH294               | 28 settembre 2003 | LINEAR                         |
| 183591 -       | 2003 SZ312               | 17 settembre 2003 | NEAT                           |
| 183592 -       | 2003 SJ313               | 18 settembre 2003 | NEAT                           |
| 183593 -       | 2003 TG16                | 15 ottobre 2003   | LONEOS                         |
| 183594 -       | 2003 TB53                | 5 ottobre 2003    | Spacewatch                     |
| 183595 -       | 2003 TG58                | 3 ottobre 2003    | Mauna Kea                      |
| 183596 -       | 2003 UV                  | 16 ottobre 2003   | Spacewatch                     |
| 183597 -       | 2003 UT14                | 16 ottobre 2003   | Spacewatch                     |
| 183598 -       | 2003 UN35                | 16 ottobre 2003   | LONEOS                         |
| 183599 -       | 2003 UY39                | 16 ottobre 2003   | Spacewatch                     |
| 183600 -       | 2003 UQ45                | 18 ottobre 2003   | Spacewatch                     |

## 183601-183700
| Nome         | Designazione provvisoria | Data di scoperta | Scopritore               |
| ------------ | ------------------------ | ---------------- | ------------------------ |
| 183601 -     | 2003 UX57                | 16 ottobre 2003  | Spacewatch               |
| 183602 -     | 2003 UQ62                | 16 ottobre 2003  | LONEOS                   |
| 183603 -     | 2003 UO73                | 19 ottobre 2003  | Spacewatch               |
| 183604 -     | 2003 UK93                | 17 ottobre 2003  | Spacewatch               |
| 183605 -     | 2003 UW93                | 18 ottobre 2003  | Spacewatch               |
| 183606 -     | 2003 UP102               | 20 ottobre 2003  | NEAT                     |
| 183607 -     | 2003 UW103               | 20 ottobre 2003  | NEAT                     |
| 183608 -     | 2003 UV135               | 21 ottobre 2003  | NEAT                     |
| 183609 -     | 2003 UV160               | 21 ottobre 2003  | Spacewatch               |
| 183610 -     | 2003 UL161               | 21 ottobre 2003  | LONEOS                   |
| 183611 -     | 2003 UH175               | 21 ottobre 2003  | LONEOS                   |
| 183612 -     | 2003 UG179               | 21 ottobre 2003  | LINEAR                   |
| 183613 -     | 2003 UP201               | 21 ottobre 2003  | LINEAR                   |
| 183614 -     | 2003 UJ203               | 21 ottobre 2003  | Spacewatch               |
| 183615 -     | 2003 UE204               | 21 ottobre 2003  | Spacewatch               |
| 183616 -     | 2003 UG213               | 23 ottobre 2003  | NEAT                     |
| 183617 -     | 2003 UF218               | 21 ottobre 2003  | LINEAR                   |
| 183618 -     | 2003 US221               | 22 ottobre 2003  | Spacewatch               |
| 183619 -     | 2003 UT229               | 23 ottobre 2003  | LONEOS                   |
| 183620 -     | 2003 UQ236               | 23 ottobre 2003  | LONEOS                   |
| 183621 -     | 2003 UJ242               | 24 ottobre 2003  | LINEAR                   |
| 183622 -     | 2003 UO245               | 24 ottobre 2003  | LINEAR                   |
| 183623 -     | 2003 UE260               | 25 ottobre 2003  | LINEAR                   |
| 183624 -     | 2003 UG260               | 25 ottobre 2003  | LINEAR                   |
| 183625 -     | 2003 UZ263               | 27 ottobre 2003  | Spacewatch               |
| 183626 -     | 2003 UQ267               | 28 ottobre 2003  | LINEAR                   |
| 183627 -     | 2003 UM274               | 30 ottobre 2003  | LINEAR                   |
| 183628 -     | 2003 UR307               | 18 ottobre 2003  | LONEOS                   |
| 183629 -     | 2003 UF308               | 19 ottobre 2003  | Spacewatch               |
| 183630 -     | 2003 US356               | 19 ottobre 2003  | Spacewatch               |
| 183631 -     | 2003 UH375               | 22 ottobre 2003  | Sloan Digital Sky Survey |
| 183632 -     | 2003 UB383               | 22 ottobre 2003  | Sloan Digital Sky Survey |
| 183633 -     | 2003 US402               | 23 ottobre 2003  | Sloan Digital Sky Survey |
| 183634 -     | 2003 US403               | 23 ottobre 2003  | Sloan Digital Sky Survey |
| 183635 Helmi | 2003 UF413               | 24 ottobre 2003  | Sloan Digital Sky Survey |
| 183636 -     | 2003 VV                  | 5 novembre 2003  | LINEAR                   |
| 183637 -     | 2003 VW8                 | 15 novembre 2003 | Spacewatch               |
| 183638 -     | 2003 WC24                | 19 novembre 2003 | Spacewatch               |
| 183639 -     | 2003 WO24                | 20 novembre 2003 | LINEAR                   |
| 183640 -     | 2003 WR35                | 19 novembre 2003 | LINEAR                   |
| 183641 -     | 2003 WU45                | 16 novembre 2003 | Spacewatch               |
| 183642 -     | 2003 WA55                | 20 novembre 2003 | LINEAR                   |
| 183643 -     | 2003 WF56                | 20 novembre 2003 | LINEAR                   |
| 183644 -     | 2003 WX59                | 18 novembre 2003 | Spacewatch               |
| 183645 -     | 2003 WP60                | 18 novembre 2003 | NEAT                     |
| 183646 -     | 2003 WR63                | 19 novembre 2003 | Spacewatch               |
| 183647 -     | 2003 WU63                | 19 novembre 2003 | Spacewatch               |
| 183648 -     | 2003 WY66                | 19 novembre 2003 | Spacewatch               |
| 183649 -     | 2003 WX67                | 19 novembre 2003 | Spacewatch               |
| 183650 -     | 2003 WG75                | 18 novembre 2003 | Spacewatch               |
| 183651 -     | 2003 WP89                | 16 novembre 2003 | CSS                      |
| 183652 -     | 2003 WL91                | 18 novembre 2003 | Spacewatch               |
| 183653 -     | 2003 WK93                | 19 novembre 2003 | LONEOS                   |
| 183654 -     | 2003 WL94                | 19 novembre 2003 | LONEOS                   |
| 183655 -     | 2003 WO102               | 21 novembre 2003 | LINEAR                   |
| 183656 -     | 2003 WX108               | 20 novembre 2003 | LINEAR                   |
| 183657 -     | 2003 WX115               | 20 novembre 2003 | LINEAR                   |
| 183658 -     | 2003 WN117               | 20 novembre 2003 | LINEAR                   |
| 183659 -     | 2003 WA120               | 20 novembre 2003 | LINEAR                   |
| 183660 -     | 2003 WL120               | 20 novembre 2003 | LINEAR                   |
| 183661 -     | 2003 WG123               | 20 novembre 2003 | LINEAR                   |
| 183662 -     | 2003 WN126               | 20 novembre 2003 | LINEAR                   |
| 183663 -     | 2003 WR130               | 21 novembre 2003 | LINEAR                   |
| 183664 -     | 2003 WC131               | 21 novembre 2003 | Spacewatch               |
| 183665 -     | 2003 WR131               | 21 novembre 2003 | NEAT                     |
| 183666 -     | 2003 WL133               | 21 novembre 2003 | LINEAR                   |
| 183667 -     | 2003 WQ133               | 21 novembre 2003 | LINEAR                   |
| 183668 -     | 2003 WM134               | 21 novembre 2003 | LINEAR                   |
| 183669 -     | 2003 WX135               | 21 novembre 2003 | LINEAR                   |
| 183670 -     | 2003 WG138               | 21 novembre 2003 | LINEAR                   |
| 183671 -     | 2003 WO145               | 21 novembre 2003 | LINEAR                   |
| 183672 -     | 2003 WN150               | 24 novembre 2003 | LONEOS                   |
| 183673 -     | 2003 WO192               | 21 novembre 2003 | LINEAR                   |
| 183674 -     | 2003 XG3                 | 1 dicembre 2003  | LINEAR                   |
| 183675 -     | 2003 XU14                | 13 dicembre 2003 | LINEAR                   |
| 183676 -     | 2003 XB17                | 14 dicembre 2003 | NEAT                     |
| 183677 -     | 2003 XJ27                | 1 dicembre 2003  | LINEAR                   |
| 183678 -     | 2003 XV31                | 1 dicembre 2003  | Spacewatch               |
| 183679 -     | 2003 XJ37                | 3 dicembre 2003  | LINEAR                   |
| 183680 -     | 2003 XR40                | 14 dicembre 2003 | Spacewatch               |
| 183681 -     | 2003 YO                  | 16 dicembre 2003 | LONEOS                   |
| 183682 -     | 2003 YH2                 | 18 dicembre 2003 | LINEAR                   |
| 183683 -     | 2003 YW6                 | 17 dicembre 2003 | LINEAR                   |
| 183684 -     | 2003 YE9                 | 16 dicembre 2003 | Spacewatch               |
| 183685 -     | 2003 YT11                | 17 dicembre 2003 | LINEAR                   |
| 183686 -     | 2003 YX13                | 17 dicembre 2003 | CSS                      |
| 183687 -     | 2003 YX14                | 17 dicembre 2003 | LINEAR                   |
| 183688 -     | 2003 YU16                | 17 dicembre 2003 | Spacewatch               |
| 183689 -     | 2003 YV17                | 16 dicembre 2003 | CSS                      |
| 183690 -     | 2003 YQ22                | 18 dicembre 2003 | LINEAR                   |
| 183691 -     | 2003 YZ24                | 18 dicembre 2003 | LINEAR                   |
| 183692 -     | 2003 YP25                | 18 dicembre 2003 | LINEAR                   |
| 183693 -     | 2003 YX28                | 17 dicembre 2003 | Spacewatch               |
| 183694 -     | 2003 YQ29                | 17 dicembre 2003 | Spacewatch               |
| 183695 -     | 2003 YF31                | 18 dicembre 2003 | LINEAR                   |
| 183696 -     | 2003 YO31                | 18 dicembre 2003 | LINEAR                   |
| 183697 -     | 2003 YA32                | 18 dicembre 2003 | Spacewatch               |
| 183698 -     | 2003 YM32                | 18 dicembre 2003 | NEAT                     |
| 183699 -     | 2003 YO32                | 18 dicembre 2003 | NEAT                     |
| 183700 -     | 2003 YK36                | 18 dicembre 2003 | LINEAR                   |

## 183701-183800
| Nome     | Designazione provvisoria | Data di scoperta | Scopritore    |
| -------- | ------------------------ | ---------------- | ------------- |
| 183701 - | 2003 YO36                | 21 dicembre 2003 | LINEAR        |
| 183702 - | 2003 YX36                | 17 dicembre 2003 | Spacewatch    |
| 183703 - | 2003 YS39                | 19 dicembre 2003 | Spacewatch    |
| 183704 - | 2003 YB45                | 20 dicembre 2003 | LINEAR        |
| 183705 - | 2003 YR50                | 18 dicembre 2003 | LINEAR        |
| 183706 - | 2003 YD51                | 18 dicembre 2003 | LINEAR        |
| 183707 - | 2003 YJ51                | 18 dicembre 2003 | LINEAR        |
| 183708 - | 2003 YF52                | 18 dicembre 2003 | LINEAR        |
| 183709 - | 2003 YN56                | 19 dicembre 2003 | LINEAR        |
| 183710 - | 2003 YR57                | 19 dicembre 2003 | LINEAR        |
| 183711 - | 2003 YG58                | 19 dicembre 2003 | LINEAR        |
| 183712 - | 2003 YY61                | 19 dicembre 2003 | LINEAR        |
| 183713 - | 2003 YD64                | 19 dicembre 2003 | LINEAR        |
| 183714 - | 2003 YO70                | 19 dicembre 2003 | LINEAR        |
| 183715 - | 2003 YG71                | 18 dicembre 2003 | LINEAR        |
| 183716 - | 2003 YA73                | 18 dicembre 2003 | LINEAR        |
| 183717 - | 2003 YH74                | 18 dicembre 2003 | LINEAR        |
| 183718 - | 2003 YJ75                | 18 dicembre 2003 | LINEAR        |
| 183719 - | 2003 YP75                | 18 dicembre 2003 | LINEAR        |
| 183720 - | 2003 YP82                | 18 dicembre 2003 | Spacewatch    |
| 183721 - | 2003 YN84                | 19 dicembre 2003 | LINEAR        |
| 183722 - | 2003 YR84                | 19 dicembre 2003 | Spacewatch    |
| 183723 - | 2003 YN85                | 19 dicembre 2003 | LINEAR        |
| 183724 - | 2003 YY85                | 19 dicembre 2003 | LINEAR        |
| 183725 - | 2003 YT89                | 19 dicembre 2003 | Spacewatch    |
| 183726 - | 2003 YB95                | 19 dicembre 2003 | LINEAR        |
| 183727 - | 2003 YC97                | 19 dicembre 2003 | LINEAR        |
| 183728 - | 2003 YK99                | 19 dicembre 2003 | LINEAR        |
| 183729 - | 2003 YM99                | 19 dicembre 2003 | LINEAR        |
| 183730 - | 2003 YF100               | 19 dicembre 2003 | LINEAR        |
| 183731 - | 2003 YJ101               | 19 dicembre 2003 | LINEAR        |
| 183732 - | 2003 YC103               | 19 dicembre 2003 | LINEAR        |
| 183733 - | 2003 YO103               | 21 dicembre 2003 | Spacewatch    |
| 183734 - | 2003 YT106               | 22 dicembre 2003 | NEAT          |
| 183735 - | 2003 YY109               | 23 dicembre 2003 | LINEAR        |
| 183736 - | 2003 YT112               | 23 dicembre 2003 | LINEAR        |
| 183737 - | 2003 YD113               | 23 dicembre 2003 | LINEAR        |
| 183738 - | 2003 YH113               | 23 dicembre 2003 | LINEAR        |
| 183739 - | 2003 YF117               | 27 dicembre 2003 | LINEAR        |
| 183740 - | 2003 YL119               | 27 dicembre 2003 | LINEAR        |
| 183741 - | 2003 YW119               | 27 dicembre 2003 | LINEAR        |
| 183742 - | 2003 YD120               | 27 dicembre 2003 | LINEAR        |
| 183743 - | 2003 YJ120               | 27 dicembre 2003 | LINEAR        |
| 183744 - | 2003 YP134               | 28 dicembre 2003 | LINEAR        |
| 183745 - | 2003 YT134               | 28 dicembre 2003 | LINEAR        |
| 183746 - | 2003 YB138               | 27 dicembre 2003 | LINEAR        |
| 183747 - | 2003 YK144               | 28 dicembre 2003 | LINEAR        |
| 183748 - | 2003 YX152               | 29 dicembre 2003 | CSS           |
| 183749 - | 2003 YM157               | 16 dicembre 2003 | Spacewatch    |
| 183750 - | 2003 YD164               | 17 dicembre 2003 | Spacewatch    |
| 183751 - | 2003 YR169               | 18 dicembre 2003 | LINEAR        |
| 183752 - | 2003 YB176               | 29 dicembre 2003 | LINEAR        |
| 183753 - | 2004 AO1                 | 12 gennaio 2004  | NEAT          |
| 183754 - | 2004 AQ1                 | 12 gennaio 2004  | NEAT          |
| 183755 - | 2004 AR3                 | 13 gennaio 2004  | LONEOS        |
| 183756 - | 2004 AK5                 | 13 gennaio 2004  | LONEOS        |
| 183757 - | 2004 AC6                 | 13 gennaio 2004  | NEAT          |
| 183758 - | 2004 AQ8                 | 14 gennaio 2004  | NEAT          |
| 183759 - | 2004 AY9                 | 15 gennaio 2004  | Spacewatch    |
| 183760 - | 2004 AD10                | 15 gennaio 2004  | Spacewatch    |
| 183761 - | 2004 AZ13                | 13 gennaio 2004  | Spacewatch    |
| 183762 - | 2004 AG18                | 15 gennaio 2004  | Spacewatch    |
| 183763 - | 2004 AL25                | 12 gennaio 2004  | NEAT          |
| 183764 - | 2004 BQ1                 | 16 gennaio 2004  | Spacewatch    |
| 183765 - | 2004 BJ3                 | 16 gennaio 2004  | NEAT          |
| 183766 - | 2004 BR3                 | 16 gennaio 2004  | NEAT          |
| 183767 - | 2004 BD4                 | 16 gennaio 2004  | NEAT          |
| 183768 - | 2004 BW4                 | 16 gennaio 2004  | NEAT          |
| 183769 - | 2004 BF5                 | 16 gennaio 2004  | NEAT          |
| 183770 - | 2004 BR9                 | 16 gennaio 2004  | NEAT          |
| 183771 - | 2004 BJ12                | 16 gennaio 2004  | NEAT          |
| 183772 - | 2004 BC14                | 17 gennaio 2004  | NEAT          |
| 183773 - | 2004 BJ18                | 18 gennaio 2004  | Spacewatch    |
| 183774 - | 2004 BX18                | 18 gennaio 2004  | Tucker, R. A. |
| 183775 - | 2004 BE19                | 17 gennaio 2004  | NEAT          |
| 183776 - | 2004 BH19                | 17 gennaio 2004  | NEAT          |
| 183777 - | 2004 BJ19                | 17 gennaio 2004  | NEAT          |
| 183778 - | 2004 BO19                | 17 gennaio 2004  | NEAT          |
| 183779 - | 2004 BO20                | 16 gennaio 2004  | CSS           |
| 183780 - | 2004 BA22                | 19 gennaio 2004  | LINEAR        |
| 183781 - | 2004 BH22                | 17 gennaio 2004  | NEAT          |
| 183782 - | 2004 BG23                | 18 gennaio 2004  | NEAT          |
| 183783 - | 2004 BE27                | 21 gennaio 2004  | LINEAR        |
| 183784 - | 2004 BA29                | 18 gennaio 2004  | NEAT          |
| 183785 - | 2004 BG29                | 18 gennaio 2004  | NEAT          |
| 183786 - | 2004 BJ30                | 18 gennaio 2004  | NEAT          |
| 183787 - | 2004 BP30                | 18 gennaio 2004  | NEAT          |
| 183788 - | 2004 BJ32                | 19 gennaio 2004  | Spacewatch    |
| 183789 - | 2004 BT33                | 19 gennaio 2004  | Spacewatch    |
| 183790 - | 2004 BJ34                | 19 gennaio 2004  | CSS           |
| 183791 - | 2004 BU37                | 19 gennaio 2004  | CSS           |
| 183792 - | 2004 BY37                | 19 gennaio 2004  | CSS           |
| 183793 - | 2004 BZ37                | 19 gennaio 2004  | CSS           |
| 183794 - | 2004 BB38                | 19 gennaio 2004  | CSS           |
| 183795 - | 2004 BG38                | 19 gennaio 2004  | CSS           |
| 183796 - | 2004 BP38                | 20 gennaio 2004  | LINEAR        |
| 183797 - | 2004 BY38                | 20 gennaio 2004  | LINEAR        |
| 183798 - | 2004 BH40                | 21 gennaio 2004  | LINEAR        |
| 183799 - | 2004 BJ40                | 21 gennaio 2004  | LINEAR        |
| 183800 - | 2004 BM40                | 21 gennaio 2004  | LINEAR        |

## 183801-183900
| Nome     | Designazione provvisoria | Data di scoperta | Scopritore       |
| -------- | ------------------------ | ---------------- | ---------------- |
| 183801 - | 2004 BS40                | 21 gennaio 2004  | LINEAR           |
| 183802 - | 2004 BD41                | 21 gennaio 2004  | LINEAR           |
| 183803 - | 2004 BX42                | 22 gennaio 2004  | NEAT             |
| 183804 - | 2004 BO43                | 22 gennaio 2004  | LINEAR           |
| 183805 - | 2004 BR44                | 22 gennaio 2004  | LINEAR           |
| 183806 - | 2004 BT48                | 21 gennaio 2004  | LINEAR           |
| 183807 - | 2004 BE49                | 21 gennaio 2004  | LINEAR           |
| 183808 - | 2004 BC52                | 21 gennaio 2004  | LINEAR           |
| 183809 - | 2004 BH53                | 22 gennaio 2004  | LINEAR           |
| 183810 - | 2004 BQ60                | 21 gennaio 2004  | LINEAR           |
| 183811 - | 2004 BJ62                | 22 gennaio 2004  | LINEAR           |
| 183812 - | 2004 BK63                | 22 gennaio 2004  | LINEAR           |
| 183813 - | 2004 BO63                | 22 gennaio 2004  | LINEAR           |
| 183814 - | 2004 BR64                | 22 gennaio 2004  | LINEAR           |
| 183815 - | 2004 BH70                | 22 gennaio 2004  | LINEAR           |
| 183816 - | 2004 BT70                | 22 gennaio 2004  | LINEAR           |
| 183817 - | 2004 BG71                | 22 gennaio 2004  | LINEAR           |
| 183818 - | 2004 BN76                | 24 gennaio 2004  | LINEAR           |
| 183819 - | 2004 BF77                | 22 gennaio 2004  | LINEAR           |
| 183820 - | 2004 BH77                | 22 gennaio 2004  | LINEAR           |
| 183821 - | 2004 BV77                | 22 gennaio 2004  | LINEAR           |
| 183822 - | 2004 BE79                | 22 gennaio 2004  | LINEAR           |
| 183823 - | 2004 BV81                | 26 gennaio 2004  | LONEOS           |
| 183824 - | 2004 BC83                | 28 gennaio 2004  | Spacewatch       |
| 183825 - | 2004 BZ87                | 23 gennaio 2004  | LINEAR           |
| 183826 - | 2004 BF92                | 26 gennaio 2004  | LONEOS           |
| 183827 - | 2004 BO94                | 28 gennaio 2004  | LINEAR           |
| 183828 - | 2004 BV95                | 22 gennaio 2004  | LINEAR           |
| 183829 - | 2004 BD96                | 24 gennaio 2004  | LINEAR           |
| 183830 - | 2004 BS96                | 24 gennaio 2004  | LINEAR           |
| 183831 - | 2004 BE97                | 24 gennaio 2004  | LINEAR           |
| 183832 - | 2004 BZ98                | 27 gennaio 2004  | Spacewatch       |
| 183833 - | 2004 BD103               | 29 gennaio 2004  | LINEAR           |
| 183834 - | 2004 BM104               | 23 gennaio 2004  | LINEAR           |
| 183835 - | 2004 BG105               | 24 gennaio 2004  | LINEAR           |
| 183836 - | 2004 BH105               | 24 gennaio 2004  | LINEAR           |
| 183837 - | 2004 BU108               | 28 gennaio 2004  | CSS              |
| 183838 - | 2004 BD109               | 28 gennaio 2004  | Spacewatch       |
| 183839 - | 2004 BQ109               | 28 gennaio 2004  | Spacewatch       |
| 183840 - | 2004 BP110               | 28 gennaio 2004  | CSS              |
| 183841 - | 2004 BR110               | 28 gennaio 2004  | CSS              |
| 183842 - | 2004 BS110               | 28 gennaio 2004  | CSS              |
| 183843 - | 2004 BW112               | 27 gennaio 2004  | Spacewatch       |
| 183844 - | 2004 BD113               | 27 gennaio 2004  | LINEAR           |
| 183845 - | 2004 BQ114               | 29 gennaio 2004  | LONEOS           |
| 183846 - | 2004 BZ122               | 22 gennaio 2004  | Allen, L.        |
| 183847 - | 2004 BF124               | 18 gennaio 2004  | NEAT             |
| 183848 - | 2004 BN130               | 16 gennaio 2004  | Spacewatch       |
| 183849 - | 2004 BO134               | 18 gennaio 2004  | CSS              |
| 183850 - | 2004 BA147               | 22 gennaio 2004  | LINEAR           |
| 183851 - | 2004 BA163               | 16 gennaio 2004  | NEAT             |
| 183852 - | 2004 BB163               | 27 gennaio 2004  | CSS              |
| 183853 - | 2004 CC2                 | 12 febbraio 2004 | Goodricke-Pigott |
| 183854 - | 2004 CG2                 | 12 febbraio 2004 | Yeung, W. K. Y.  |
| 183855 - | 2004 CN3                 | 10 febbraio 2004 | NEAT             |
| 183856 - | 2004 CS5                 | 10 febbraio 2004 | CSS              |
| 183857 - | 2004 CG6                 | 10 febbraio 2004 | NEAT             |
| 183858 - | 2004 CR7                 | 10 febbraio 2004 | CSS              |
| 183859 - | 2004 CM10                | 11 febbraio 2004 | LONEOS           |
| 183860 - | 2004 CW12                | 11 febbraio 2004 | NEAT             |
| 183861 - | 2004 CG13                | 11 febbraio 2004 | NEAT             |
| 183862 - | 2004 CB14                | 11 febbraio 2004 | LONEOS           |
| 183863 - | 2004 CE14                | 11 febbraio 2004 | LONEOS           |
| 183864 - | 2004 CN15                | 11 febbraio 2004 | Spacewatch       |
| 183865 - | 2004 CN16                | 11 febbraio 2004 | Spacewatch       |
| 183866 - | 2004 CP17                | 12 febbraio 2004 | Spacewatch       |
| 183867 - | 2004 CP21                | 11 febbraio 2004 | LONEOS           |
| 183868 - | 2004 CL35                | 11 febbraio 2004 | Spacewatch       |
| 183869 - | 2004 CP35                | 11 febbraio 2004 | CSS              |
| 183870 - | 2004 CQ36                | 12 febbraio 2004 | Spacewatch       |
| 183871 - | 2004 CO40                | 12 febbraio 2004 | Spacewatch       |
| 183872 - | 2004 CT40                | 12 febbraio 2004 | Spacewatch       |
| 183873 - | 2004 CN42                | 11 febbraio 2004 | Spacewatch       |
| 183874 - | 2004 CR43                | 12 febbraio 2004 | Spacewatch       |
| 183875 - | 2004 CK50                | 13 febbraio 2004 | Spacewatch       |
| 183876 - | 2004 CU50                | 15 febbraio 2004 | Mayhill          |
| 183877 - | 2004 CH51                | 13 febbraio 2004 | NEAT             |
| 183878 - | 2004 CS53                | 11 febbraio 2004 | Spacewatch       |
| 183879 - | 2004 CM54                | 11 febbraio 2004 | CSS              |
| 183880 - | 2004 CC57                | 11 febbraio 2004 | NEAT             |
| 183881 - | 2004 CV57                | 14 febbraio 2004 | LINEAR           |
| 183882 - | 2004 CV59                | 10 febbraio 2004 | NEAT             |
| 183883 - | 2004 CK62                | 11 febbraio 2004 | NEAT             |
| 183884 - | 2004 CW66                | 15 febbraio 2004 | LINEAR           |
| 183885 - | 2004 CW69                | 11 febbraio 2004 | NEAT             |
| 183886 - | 2004 CX69                | 11 febbraio 2004 | NEAT             |
| 183887 - | 2004 CQ71                | 13 febbraio 2004 | NEAT             |
| 183888 - | 2004 CW71                | 13 febbraio 2004 | NEAT             |
| 183889 - | 2004 CY72                | 13 febbraio 2004 | Spacewatch       |
| 183890 - | 2004 CT74                | 11 febbraio 2004 | Spacewatch       |
| 183891 - | 2004 CG76                | 11 febbraio 2004 | NEAT             |
| 183892 - | 2004 CO76                | 11 febbraio 2004 | Spacewatch       |
| 183893 - | 2004 CP76                | 11 febbraio 2004 | NEAT             |
| 183894 - | 2004 CV76                | 11 febbraio 2004 | NEAT             |
| 183895 - | 2004 CZ77                | 11 febbraio 2004 | NEAT             |
| 183896 - | 2004 CD79                | 11 febbraio 2004 | NEAT             |
| 183897 - | 2004 CS79                | 11 febbraio 2004 | NEAT             |
| 183898 - | 2004 CU81                | 12 febbraio 2004 | Spacewatch       |
| 183899 - | 2004 CW81                | 12 febbraio 2004 | Spacewatch       |
| 183900 - | 2004 CU82                | 12 febbraio 2004 | Spacewatch       |

## 183901-184000
| Nome     | Designazione provvisoria | Data di scoperta | Scopritore      |
| -------- | ------------------------ | ---------------- | --------------- |
| 183901 - | 2004 CP83                | 12 febbraio 2004 | Spacewatch      |
| 183902 - | 2004 CW89                | 11 febbraio 2004 | NEAT            |
| 183903 - | 2004 CX89                | 11 febbraio 2004 | NEAT            |
| 183904 - | 2004 CP90                | 12 febbraio 2004 | NEAT            |
| 183905 - | 2004 CC91                | 12 febbraio 2004 | Spacewatch      |
| 183906 - | 2004 CP91                | 13 febbraio 2004 | Yeung, W. K. Y. |
| 183907 - | 2004 CO93                | 11 febbraio 2004 | NEAT            |
| 183908 - | 2004 CN94                | 12 febbraio 2004 | Spacewatch      |
| 183909 - | 2004 CW96                | 12 febbraio 2004 | NEAT            |
| 183910 - | 2004 CY99                | 15 febbraio 2004 | CSS             |
| 183911 - | 2004 CB100               | 15 febbraio 2004 | CSS             |
| 183912 - | 2004 CS100               | 15 febbraio 2004 | CSS             |
| 183913 - | 2004 CT100               | 15 febbraio 2004 | CSS             |
| 183914 - | 2004 CC101               | 15 febbraio 2004 | CSS             |
| 183915 - | 2004 CO103               | 12 febbraio 2004 | NEAT            |
| 183916 - | 2004 CP103               | 12 febbraio 2004 | NEAT            |
| 183917 - | 2004 CF105               | 13 febbraio 2004 | Spacewatch      |
| 183918 - | 2004 CO107               | 14 febbraio 2004 | Spacewatch      |
| 183919 - | 2004 CX107               | 14 febbraio 2004 | Spacewatch      |
| 183920 - | 2004 CM109               | 11 febbraio 2004 | LINEAR          |
| 183921 - | 2004 CA110               | 14 febbraio 2004 | NEAT            |
| 183922 - | 2004 CQ112               | 13 febbraio 2004 | LONEOS          |
| 183923 - | 2004 CS118               | 11 febbraio 2004 | NEAT            |
| 183924 - | 2004 CM122               | 12 febbraio 2004 | Spacewatch      |
| 183925 - | 2004 CG123               | 12 febbraio 2004 | Spacewatch      |
| 183926 - | 2004 CJ127               | 13 febbraio 2004 | Spacewatch      |
| 183927 - | 2004 DP                  | 16 febbraio 2004 | Spacewatch      |
| 183928 - | 2004 DY1                 | 17 febbraio 2004 | Spacewatch      |
| 183929 - | 2004 DL2                 | 16 febbraio 2004 | Spacewatch      |
| 183930 - | 2004 DQ4                 | 16 febbraio 2004 | Spacewatch      |
| 183931 - | 2004 DR6                 | 16 febbraio 2004 | Spacewatch      |
| 183932 - | 2004 DT6                 | 16 febbraio 2004 | Spacewatch      |
| 183933 - | 2004 DF9                 | 17 febbraio 2004 | LINEAR          |
| 183934 - | 2004 DK11                | 16 febbraio 2004 | Spacewatch      |
| 183935 - | 2004 DW19                | 17 febbraio 2004 | LINEAR          |
| 183936 - | 2004 DA22                | 17 febbraio 2004 | CSS             |
| 183937 - | 2004 DG22                | 17 febbraio 2004 | CSS             |
| 183938 - | 2004 DO25                | 16 febbraio 2004 | LINEAR          |
| 183939 - | 2004 DO27                | 16 febbraio 2004 | CSS             |
| 183940 - | 2004 DB29                | 17 febbraio 2004 | Spacewatch      |
| 183941 - | 2004 DX29                | 17 febbraio 2004 | LINEAR          |
| 183942 - | 2004 DO31                | 17 febbraio 2004 | LINEAR          |
| 183943 - | 2004 DN32                | 18 febbraio 2004 | Spacewatch      |
| 183944 - | 2004 DS34                | 19 febbraio 2004 | LINEAR          |
| 183945 - | 2004 DW34                | 19 febbraio 2004 | LINEAR          |
| 183946 - | 2004 DG35                | 19 febbraio 2004 | LINEAR          |
| 183947 - | 2004 DD36                | 19 febbraio 2004 | LINEAR          |
| 183948 - | 2004 DB40                | 17 febbraio 2004 | Spacewatch      |
| 183949 - | 2004 DH40                | 18 febbraio 2004 | LINEAR          |
| 183950 - | 2004 DO40                | 22 febbraio 2004 | Spacewatch      |
| 183951 - | 2004 DF43                | 23 febbraio 2004 | LINEAR          |
| 183952 - | 2004 DL44                | 25 febbraio 2004 | Tenagra II      |
| 183953 - | 2004 DA47                | 19 febbraio 2004 | LINEAR          |
| 183954 - | 2004 DS47                | 19 febbraio 2004 | LINEAR          |
| 183955 - | 2004 DG50                | 22 febbraio 2004 | Spacewatch      |
| 183956 - | 2004 DC52                | 24 febbraio 2004 | NEAT            |
| 183957 - | 2004 DK54                | 22 febbraio 2004 | Spacewatch      |
| 183958 - | 2004 DG56                | 22 febbraio 2004 | Spacewatch      |
| 183959 - | 2004 DT59                | 25 febbraio 2004 | LINEAR          |
| 183960 - | 2004 DL60                | 26 febbraio 2004 | LINEAR          |
| 183961 - | 2004 DM61                | 26 febbraio 2004 | LINEAR          |
| 183962 - | 2004 DM62                | 17 febbraio 2004 | LINEAR          |
| 183963 - | 2004 DJ64                | 26 febbraio 2004 | Buie, M. W.     |
| 183964 - | 2004 DJ71                | 26 febbraio 2004 | Buie, M. W.     |
| 183965 - | 2004 DD77                | 18 febbraio 2004 | LINEAR          |
| 183966 - | 2004 ER1                 | 11 marzo 2004    | NEAT            |
| 183967 - | 2004 EQ4                 | 11 marzo 2004    | NEAT            |
| 183968 - | 2004 EW6                 | 12 marzo 2004    | NEAT            |
| 183969 - | 2004 ES7                 | 12 marzo 2004    | NEAT            |
| 183970 - | 2004 EC8                 | 13 marzo 2004    | NEAT            |
| 183971 - | 2004 EG8                 | 13 marzo 2004    | NEAT            |
| 183972 - | 2004 EA11                | 15 marzo 2004    | Yeung, W. K. Y. |
| 183973 - | 2004 EH11                | 10 marzo 2004    | NEAT            |
| 183974 - | 2004 EM15                | 11 marzo 2004    | NEAT            |
| 183975 - | 2004 EX15                | 12 marzo 2004    | NEAT            |
| 183976 - | 2004 ER19                | 14 marzo 2004    | Spacewatch      |
| 183977 - | 2004 EP28                | 15 marzo 2004    | Spacewatch      |
| 183978 - | 2004 EU28                | 15 marzo 2004    | Spacewatch      |
| 183979 - | 2004 EJ31                | 14 marzo 2004    | NEAT            |
| 183980 - | 2004 ED36                | 13 marzo 2004    | NEAT            |
| 183981 - | 2004 EJ37                | 13 marzo 2004    | NEAT            |
| 183982 - | 2004 EH43                | 15 marzo 2004    | Spacewatch      |
| 183983 - | 2004 EH44                | 14 marzo 2004    | Spacewatch      |
| 183984 - | 2004 EQ45                | 15 marzo 2004    | Spacewatch      |
| 183985 - | 2004 EK46                | 15 marzo 2004    | LINEAR          |
| 183986 - | 2004 EH48                | 15 marzo 2004    | LINEAR          |
| 183987 - | 2004 EU51                | 15 marzo 2004    | LINEAR          |
| 183988 - | 2004 EL52                | 15 marzo 2004    | LINEAR          |
| 183989 - | 2004 EF53                | 15 marzo 2004    | LINEAR          |
| 183990 - | 2004 EM53                | 15 marzo 2004    | LINEAR          |
| 183991 - | 2004 EJ54                | 12 marzo 2004    | NEAT            |
| 183992 - | 2004 EX58                | 15 marzo 2004    | NEAT            |
| 183993 - | 2004 EV60                | 12 marzo 2004    | NEAT            |
| 183994 - | 2004 EF63                | 13 marzo 2004    | NEAT            |
| 183995 - | 2004 EU63                | 13 marzo 2004    | NEAT            |
| 183996 - | 2004 EU71                | 15 marzo 2004    | Spacewatch      |
| 183997 - | 2004 EE72                | 15 marzo 2004    | LINEAR          |
| 183998 - | 2004 EQ74                | 13 marzo 2004    | NEAT            |
| 183999 - | 2004 EV76                | 15 marzo 2004    | CSS             |
| 184000 - | 2004 EB78                | 15 marzo 2004    | CSS             |